# ان‌جی‌سی ۲۴۱
ان‌جی‌سی ۲۴۱ (انگلیسی: NGC 241) یک خوشه باز است که در صورت فلکی توکان و در ابر ماژلانی کوچک واقع شده است. این خوشه در ۱۱ آوریل ۱۸۳۴ میلادی توسط جان هرشل کشف شد.